# Кім Хьон У
Кім Хьон У (кор. 김 현우, 6 листопада 1988) — південнокорейський борець греко-римського стилю, олімпійський чемпіон, чотириразовий чемпіон Азії, призер та переможець чемпіонатів світу, чемпіон Азійських ігор.

## Спортивні результати на міжнародних змаганнях

### Виступи на Олімпіадах
| Змагання                    | Збірна         | Вагова категорія                 | Місце  |
| --------------------------- | -------------- | -------------------------------- | ------ |
| Літні Олімпійські ігри 2012 | Південна Корея | греко-римська боротьба, до 66 кг | Золото |
| Літні Олімпійські ігри 2016 | Південна Корея | греко-римська боротьба, до 75 кг | Бронза |

### Виступи на Чемпіонатах світу
| Змагання                        | Збірна         | Вагова категорія                 | Місце  |
| ------------------------------- | -------------- | -------------------------------- | ------ |
| Чемпіонат світу з боротьби 2010 | Південна Корея | греко-римська боротьба, до 66 кг | 8      |
| Чемпіонат світу з боротьби 2011 | Південна Корея | греко-римська боротьба, до 66 кг | Бронза |
| Чемпіонат світу з боротьби 2013 | Південна Корея | греко-римська боротьба, до 74 кг | Золото |
| Чемпіонат світу з боротьби 2015 | Південна Корея | греко-римська боротьба, до 75 кг | 10     |
| Чемпіонат світу з боротьби 2017 | Південна Корея | греко-римська боротьба, до 75 кг | 7      |
| Чемпіонат світу з боротьби 2018 | Південна Корея | греко-римська боротьба, до 77 кг | Бронза |
| Чемпіонат світу з боротьби 2019 | Південна Корея | греко-римська боротьба, до 77 кг | 32     |

### Виступи на Чемпіонатах Азії
| Змагання                       | Збірна         | Вагова категорія                 | Місце  |
| ------------------------------ | -------------- | -------------------------------- | ------ |
| Чемпіонат Азії з боротьби 2010 | Південна Корея | греко-римська боротьба, до 66 кг | Золото |
| Чемпіонат Азії з боротьби 2013 | Південна Корея | греко-римська боротьба, до 74 кг | Золото |
| Чемпіонат Азії з боротьби 2014 | Південна Корея | греко-римська боротьба, до 75 кг | Золото |
| Чемпіонат Азії з боротьби 2015 | Південна Корея | греко-римська боротьба, до 75 кг | Золото |
| Чемпіонат Азії з боротьби 2019 | Південна Корея | греко-римська боротьба, до 77 кг | Золото |

### Виступи на Азійських іграх
| Змагання           | Збірна         | Вагова категорія                 | Місце  |
| ------------------ | -------------- | -------------------------------- | ------ |
| Азійські ігри 2010 | Південна Корея | греко-римська боротьба, до 66 кг | 7      |
| Азійські ігри 2014 | Південна Корея | греко-римська боротьба, до 75 кг | Золото |
| Азійські ігри 2018 | Південна Корея | греко-римська боротьба, до 77 кг | Бронза |

### Виступи на Кубках світу
| Змагання                    | Збірна         | Вагова категорія                 | Місце  |
| --------------------------- | -------------- | -------------------------------- | ------ |
| Кубок світу з боротьби 2011 | Південна Корея | греко-римська боротьба, до 66 кг | Срібло |
| Кубок світу з боротьби 2012 | Південна Корея | греко-римська боротьба, до 74 кг | Бронза |
| Кубок світу з боротьби 2014 | Південна Корея | греко-римська боротьба, до 75 кг | 6      |

### Виступи на інших змаганнях
| Змагання                                                     | Збірна         | Вагова категорія                 | Місце  |
| ------------------------------------------------------------ | -------------- | -------------------------------- | ------ |
| Тестовий турнір FILA 2011                                    | Південна Корея | греко-римська боротьба, до 66 кг | Золото |
| Меморіал Іона Корнеану 2012                                  | Південна Корея | греко-римська боротьба, до 66 кг | Золото |
| Турнір «Олімпія» 2014                                        | Південна Корея | греко-римська боротьба, до 75 кг | Золото |
| Гран-прі Іспанії з боротьби 2015                             | Південна Корея | греко-римська боротьба, до 75 кг | Золото |
| Меморіал Іона Корнеану 2015                                  | Південна Корея | греко-римська боротьба, до 75 кг | Золото |
| Золотий Гран-прі з боротьби 2015                             | Південна Корея | греко-римська боротьба, до 75 кг | Золото |
| Олімпійський кваліфікаційний турнір з боротьби 2016 (Астана) | Південна Корея | греко-римська боротьба, до 75 кг | Золото |
| Beat the Streets 2016                                        | Південна Корея | Multiple Style Event, до GR75 кг | Золото |
| Кубок Владислава Пітласинські 2016                           | Південна Корея | греко-римська боротьба, до 75 кг | Срібло |
| Гран-прі Німеччини з боротьби 2016                           | Південна Корея | греко-римська боротьба, до 80 кг | Срібло |
| Меморіал Болата Турлиханова 2017                             | Південна Корея | греко-римська боротьба, до 75 кг | 7      |
| Міжнародний меморіал Дейва Шульца 2017                       | Південна Корея | греко-римська боротьба, до 77 кг | Золото |
| Турнір Г. Картозія і В. Балавадзе 2018                       | Південна Корея | греко-римська боротьба, до 77 кг | Золото |
| Меморіал Болата Турлиханова 2018                             | Південна Корея | греко-римська боротьба, до 77 кг | Золото |
| Гран-прі Загреба з боротьби 2019                             | Південна Корея | греко-римська боротьба, до 77 кг | Бронза |
| Гран-прі Угорщини з боротьби 2019                            | Південна Корея | греко-римська боротьба, до 77 кг | Бронза |
| Турнір міста Сассарі з боротьби 2019                         | Південна Корея | греко-римська боротьба, до 77 кг | Золото |

### Виступи на змаганнях молодших вікових груп
| Змагання                                      | Збірна         | Вагова категорія                 | Місце  |
| --------------------------------------------- | -------------- | -------------------------------- | ------ |
| Чемпіонат світу з боротьби серед юніорів 2006 | Південна Корея | греко-римська боротьба, до 66 кг | Срібло |
| Чемпіонат Азії з боротьби серед кадетів 2003  | Південна Корея | греко-римська боротьба, до 50 кг | Золото |